# Королёв, Владимир Николаевич
Владимир Николаевич Королёв (11 июля 1964, Старая Боголюбовка, Исаклинский район — 15 октября 2021, Самара) — советский и российский футболист, нападающий, полузащитник.

## Биография
Родился 11 июля 1964 года в селе Старая Боголюбовка. Воспитанник ДЮСШ «Нефтяник» Отрадный. В 1982 году был приглашён в команду второй лиги «Крылья Советов» Куйбышев. В 1984—1985 годах проходил службу в армии, играл за куйбышевский СКА. Вернулся в «Крылья Советов», но в 1986 году провёл только два матча и перешёл в «Нарт» Черкесск, в составе которого в 1987 году с 19 мячами стал лучшим бомбардиром 3 зоны второй лиги. Королёву поступали предложения от многих команд, но он решил вернуться в Куйбышев, и выступал за «Крылья Советов» на протяжении четырёх лет. После травмы и операции на мениске не смог играть в полную силу и ушёл из команды. В дальнейшем играл за команды первой и второй российских лиг «Светотехника» Саранск (1992, 1994), СКД Самара (1993), «Диана» Волжск (1998), «Нефтяник» Похвистнево (1999). Выступал в чемпионате Казахстана за «Горняк» Хромтау (1995), «Актобемунай» Актюбинск (1996), «Улытау» Джезказган (1997).
Лучший бомбардир «Крыльев Советов» за один сезон (в советском периоде) во всех дивизионах (28 мячей в 1989 году). Мастерски исполнял штрафные и 11-метровые удары.
В 2000 году — тренер «Спутника» Бугуруслан. С 2003 года работал в «Самаранефтегазе», где тренировал команду.
15 октября 2021 года скончался на 58-м году жизни от продолжительной болезни.
17 октября матч «Крыльев Советов» с «Нижним Новгородом» начался с минуты молчания в память о Владимире Королёве.